# Microsorum palmatopedatum
Microsorum palmatopedatum là một loài thực vật có mạch trong họ Polypodiaceae. Loài này được (Baker) Noot. miêu tả khoa học đầu tiên năm 1997.